# Bernd Kruel
Bernd Kruel (Hagen, 1º giugno 1976) è un ex cestista tedesco.

## Palmarès
- Campionato tedesco: 1

Skyliners Francoforte: 2003-04
- Coppa di Germania: 1

Brandt Hagen: 1994